# Misfits (serie televisiva)
Misfits è una serie televisiva britannica di genere adolescenziale e fantastico che riguarda un gruppo di ragazzi costretti ai lavori socialmente utili dopo essere stati arrestati per vari crimini minori, che ottengono però dei superpoteri dopo essere stati investiti da un fulmine durante uno strano temporale. Può essere classificata come teen drama per via delle vicende che riuniscono un gruppo di ragazzi comuni, già viste in serie come Skins o ai film di John Hughes, come Breakfast Club.
Il canale inglese E4 ha trasmesso la prima stagione nel 2009, la seconda nel 2010, la terza, la quarta e la quinta rispettivamente nell'autunno del 2011, 2012 e 2013.
La serie ha vinto il premio BAFTA come miglior serie drammatica del 2010.

## Trama

### Prima stagione
Nathan, Simon, Kelly, Curtis e Alisha sono un gruppo di ragazzi condannati per vari reati minori e quindi costretti ai servizi sociali. Durante il primo giorno di lavoro vengono però investiti da uno strano temporale che dona loro degli insoliti superpoteri. Anche Tony, l'assistente sociale che li sorveglia, subisce gli effetti del temporale, che però in lui si riflettono in una violenta aggressività, tanto da renderlo una minaccia per i ragazzi. Nel tentativo di difendersi, i cinque sono costretti ad ucciderlo. Pian piano quindi iniziano a scoprire i loro poteri: Simon si rende conto di poter diventare invisibile, Kelly scopre di poter leggere i pensieri altrui, Curtis riesce a riavvolgere il tempo come in un flashback e Alisha scatena, involontariamente, violente reazioni sessuali nei confronti di chi la tocca. Nathan però non scopre qual è il suo potere. I ragazzi quindi imparano a convivere con questi insoliti poteri, sfruttandoli nei momenti del bisogno, e allo stesso tempo evitano di farsi scoprire per l'omicidio di Tony, che nel frattempo hanno seppellito sotto un cavalcavia. Viene mandata un'altra assistente sociale, Sally, che è anche la fidanzata e promessa sposa di Tony, l'assistente sociale ucciso dai ragazzi. La donna, sospettando dei ragazzi, cercherà di scoprire cosa è accaduto al compagno. I ragazzi nel frattempo si scontreranno anche con altre persone, scoprendo che non solo loro hanno ricevuto dei superpoteri in seguito al temporale. In particolare, dovranno fare i conti con una ragazza che ha la capacità di controllare la mente altrui. Simon, che nel frattempo si è invaghito di Sally, scopre che lei lo ha in realtà attirato in una trappola per poter scoprire informazioni sul suo compagno scomparso e, in una colluttazione, la ferisce a morte. Gli altri ragazzi invece cadono sotto l'effetto della ragazza con i poteri mentali e Nathan, l'unico ad esserne scampato, nel tentativo di convincerli a ragionare cade da un tetto rimanendo infilzato in un'inferriata sottostante. Il corpo del ragazzo viene seppellito, tra le lacrime di Kelly che se ne stava innamorando. Alla fine anche Nathan si risveglia scoprendo così il suo potere: l'immortalità. Con l'unico problema che è sepolto sotto due metri di terra.

### Seconda stagione
Aiutati da un misterioso uomo mascherato ed abile traceur (chiamato Superhoodie, letteralmente super cappuccio), i quattro ragazzi rimasti scoprono che Nathan è di fatto ancora vivo e lo liberano dalla tomba. Con l'arrivo di un nuovo sorvegliante, Nathan, a tutti gli effetti ancora vivo, viene "reinserito nella società" e quindi di nuovo costretto, assieme agli altri, ai servizi sociali. Egli scopre anche di avere un fratello, nato da una precedente relazione di suo padre con un'altra donna, ma questi muore poi nell'esplosione della sua macchina, causata da una ragazza che non è riuscita a controllare i propri poteri sotto l'effetto di una droga procurata da lui stesso. Alisha invece cerca di scoprire chi è il misterioso uomo mascherato e perché, a differenza di tutti gli altri, egli è in grado di toccarla senza subire gli effetti del suo potere. L'uomo non è altri che Simon, un altro Simon venuto dal futuro per proteggerli e aiutarli a sopravvivere alle avversità che dovranno affrontare.
Al gruppo si aggiunge anche un'altra ragazza, Nikki, che riceve un trapianto di cuore proprio da uno dei molti giovani colpiti dalla tempesta magnetica, ottenendo il potere del teletrasporto.
Nell'episodio speciale intitolato Fame di potere, entrato a far parte della seconda stagione come settimo episodio, i ragazzi si scontrano contro un prete, il quale stanco del degrado che vede nei giovani che lo circondano e di condurre una vita povera, compra svariati superpoteri da Seth, un tale in grado di toglierli dalle persone che li possiedono e darli a chi sia interessato all'acquisto. I ragazzi stessi si recheranno da questo tale per poter vendere i propri poteri, convinti di poter tornare a vivere una vita serena. I ragazzi verranno però a scontrarsi con il prete e Nikki rimarrà uccisa senza che Curtis possa intervenire. Il gruppo annienta il prete e decide quindi di tornare a riprendersi i poteri, scoprendo di non essere però costretti a riottenere i propri, ma di poter scegliere tra altri poteri di cui Seth è in possesso.

### Webisodio:Vegas Baby!
Nathan, acquistato il raro e potente potere dell'alterazione della realtà, si reca con la propria fidanzata Marnie e il figlio di quest'ultima, negli Stati Uniti, a Las Vegas, con l'intento di arricchirsi illecitamente nei casinò della città. Lasciata la ragazza e il piccolo in hotel, Nathan si reca quindi in una sala da gioco e inizia a barare al gioco dei dadi, riuscendo ad ottenere, con l'aiuto del nuovo potere, sempre la combinazione vincente di dadi. Tuttavia viene presto scoperto dal croupier, quando vince una cifra molto alta con un 11, ottenuto però con un impossibile 4 più 7, e viene così inseguito ed arrestato dalla sicurezza. In prigione, Nathan utilizza l'unica telefonata concessa per chiamare Simon in Inghilterra e chiedergli di venire a salvarlo. Risponde però Rudy, che non capendo chi sia al telefono e chi egli stia cercando, riattacca, lasciando Nathan al suo destino negli Stati Uniti.

### Terza stagione
Rudy si unisce al gruppo di amici, ognuno dei quali ha acquistato un potere diverso: Kelly diventa un'esperta in ingegneria aerospaziale, Alisha può vedere attraverso gli occhi delle altre persone, Simon ha il dono della preveggenza e Curtis può cambiare sesso. Anche lo stesso Rudy ha un potere: può creare un proprio clone, dalla personalità più timida, che gli funge da coscienza. La stagione si conclude con la morte di Alisha e il ritorno di Simon nel passato (periodo della prima/seconda stagione) a scopo di proteggere i suoi amici e far innamorare Alisha un'altra volta.

### Webisodio:Erazer
Il gruppo di amici scopre finalmente l'identità del misterioso Erazer, un writer le cui tag comparivano sui muri del quartiere già da tempo, che sembra capace di poter rendere reale ogni cosa disegni con la sua bomboletta spray.

### Quarta stagione
Kelly vive ormai in Uganda e Seth (che compare solo nei primi due episodi) la raggiungerà, abbandonando così la serie. Rudy e Curtis stanno ancora svolgendo il servizio sociale. Nel frattempo, oltre ad un nuovo assistente sociale, arrivano due nuovi ragazzi al centro: Finn (che possiede il potere della telecinesi, anche se non lo controlla al meglio) e Jess (dotata di vista ai raggi X). Durante il corso della stagione apparirà un "terzo" Rudy, violento e sadico, molto diverso dagli altri due, che era finito in prigione in seguito ad un'aggressione, inoltre nel quarto episodio si assiste alla morte di Curtis, suicidatosi dopo i vari avvenimenti accaduti nel corso della puntata. Nel corso degli ultimi due episodi si aggiungerà al gruppo (ormai composto da Rudy, Finn e Jess) una ragazza di nome Abbey, di personalità molto ambigua e apparentemente senza un potere. La stagione si conclude con la morte della suora di cui si era innamorato Rudy, Nadine, a scopo di salvare la vita agli altri ragazzi.

### Quinta stagione
A partire dalla quinta stagione entra a far parte del cast fisso Alex, barista del quale Jess è innamorata nel corso della quarta stagione e che per una strana coincidenza finirà ai servizi sociali insieme agli altri componenti del gruppo. Alex riceve mediante trapianto di polmone il potere di rubare i poteri alle persone avendo un rapporto sessuale con esse: potere che gli si rivelerà utile quando Finn diventa un emissario di Satana. Intanto, Rudy e Rudy 2 vivono sempre più separati ed il secondo entra a far parte di un gruppo di persone con superpoteri, dove conosce Maggie che lavora a maglia il futuro, dando proprio a Rudy 2 un maglione dove è raffigurato a capo gruppo di supereroi. Rudy invece riesce a conquistare il cuore di Jess, ma si separa da lei quando la vede raffigurata con un figlio su uno dei maglioni di Maggie; comunque, durante l'ultima puntata, i due si riconciliano e lo perdona accettando di crescere il bambino insieme a lui.

## Episodi
Sono state realizzate cinque stagioni della serie, trasmesse nel Regno Unito tra il 2009 e il 2013, su E4, mentre in Italia è trasmessa in prima visione su Fox dal 10 gennaio 2011 e in chiaro su Rai 4 dal 3 febbraio dello stesso anno.
Il 15 settembre 2011 è stato diffuso dal sito di E4 lo speciale webisodio di circa otto minuti, Vegas Baby!, in cui viene mostrato il motivo dell'addio del personaggio di Nathan Young dalla serie, mentre il 9 febbraio 2012 è stato pubblicato sul sito di Fox Italia doppiato in italiano, per precedere la messa in onda sul satellite della terza stagione. mentre è stato trasmesso in chiaro da Rai 4 il 19 aprile 2012.
Il 4 dicembre 2011, a cavallo tra il sesto ed il settimo episodio della terza stagione, è stato pubblicato esclusivamente per il mercato inglese un secondo webisodio di circa tredici minuti, che narra della vicenda del writer Erazer. Dal 12 aprile 2012 è stato reso disponibile, in visione limitata fino al 30 aprile, doppiato in italiano per il sito Fox Tv.
Il 18 dicembre 2012 tramite un tweet, E4 conferma la produzione e la messa in onda di una quinta e ultima stagione per il 2013 composta da 8 episodi. In Italia è stata trasmessa in anteprima assoluta su Rai 4 dal 28 maggio 2014.
| Stagione         | Episodi | Prima TV UK | Prima TV Italia |
| ---------------- | ------- | ----------- | --------------- |
| Prima stagione   | 6       | 2009        | 2011            |
| Seconda stagione | 7       | 2010        | 2011            |
| Terza stagione   | 8       | 2011        | 2012            |
| Quarta stagione  | 8       | 2012        | 2013            |
| Quinta stagione  | 8       | 2013        | 2014            |

## Personaggi e interpreti
- Nathan Young (stagioni 1-2), interpretato da Robert Sheehan, doppiato da Gabriele Patriarca.
- Simon Bellamy (stagioni 1-3), interpretato da Iwan Rheon, doppiato da Daniele Raffaeli.
- Kelly Bailey (stagioni 1-3), interpretata da Lauren Socha, doppiata da Gemma Donati.
- Alisha Daniels (stagioni 1-3), interpretata da Antonia Thomas, doppiata da Letizia Scifoni.
- Curtis Donovan (stagioni 1-4), interpretato da Nathan Stewart-Jarrett, doppiato da Andrea Mete.
- Rudy Wade (stagioni 3-5), interpretato da Joseph Gilgun, doppiato da Alessandro Rigotti.
- Nikki (stagione 2, ricorrente), interpretata da Ruth Negga, doppiata da Ilaria Latini.
- Seth (stagioni 2-4, ricorrente), interpretato da Matthew McNulty, doppiato da Niseem Onorato.
- Shaun il sorvegliante (stagioni 2-3, ricorrente), interpretato da Craig Parkinson, doppiato da Oreste Baldini.
- Finn Samson (stagioni 4-5), interpretato da Nathan McMullen, doppiato da Davide Perino.
- Jess (stagioni 4-5), interpretata da Karla Crome, doppiata da Joy Saltarelli.
- Abby Smith (stagioni 4-5), interpretata da Natasha O'Keeffe.
- Alex (stagioni 4-5), interpretato da Matt Stokoe.

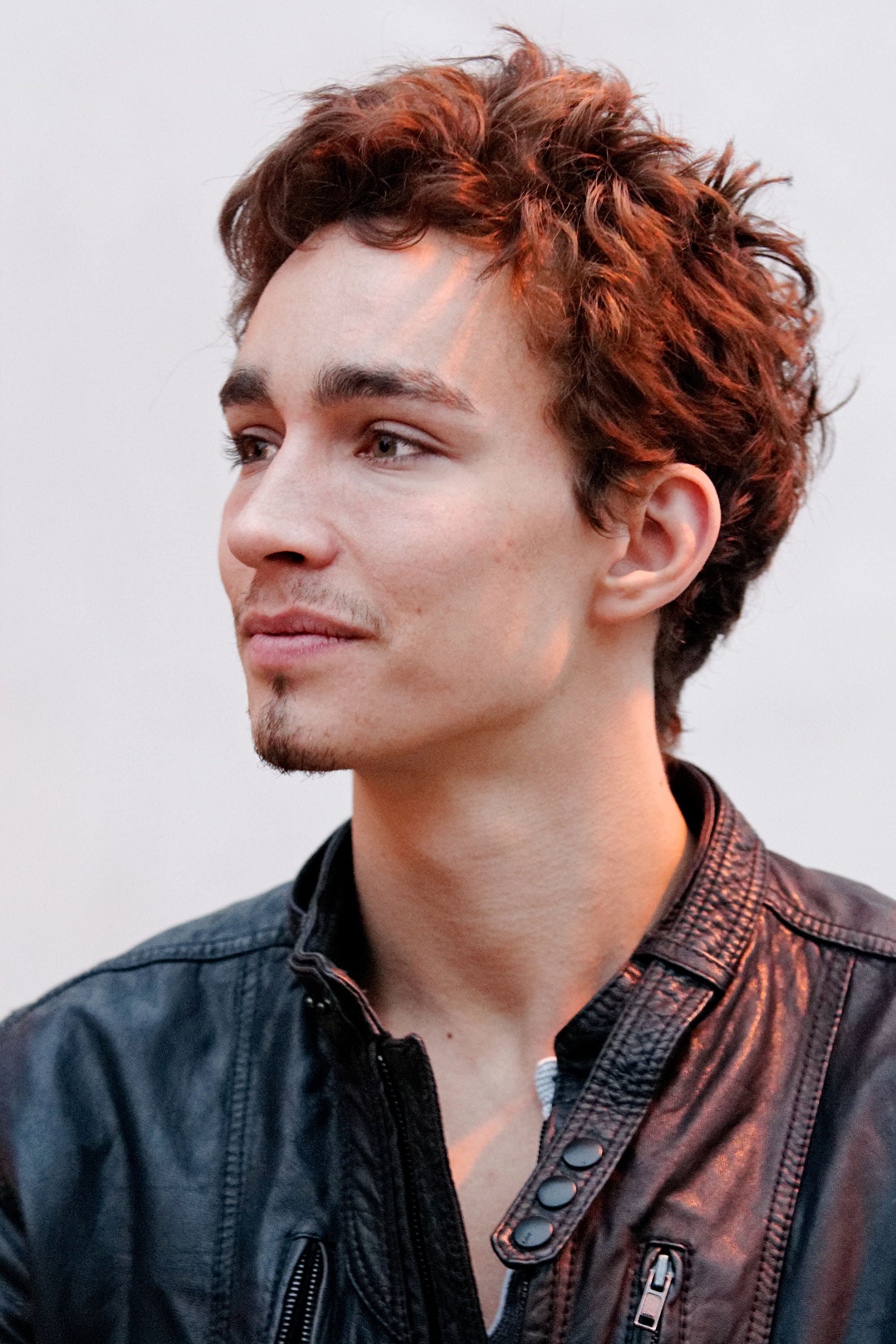
Robert Sheehan interpreta Nathan Young
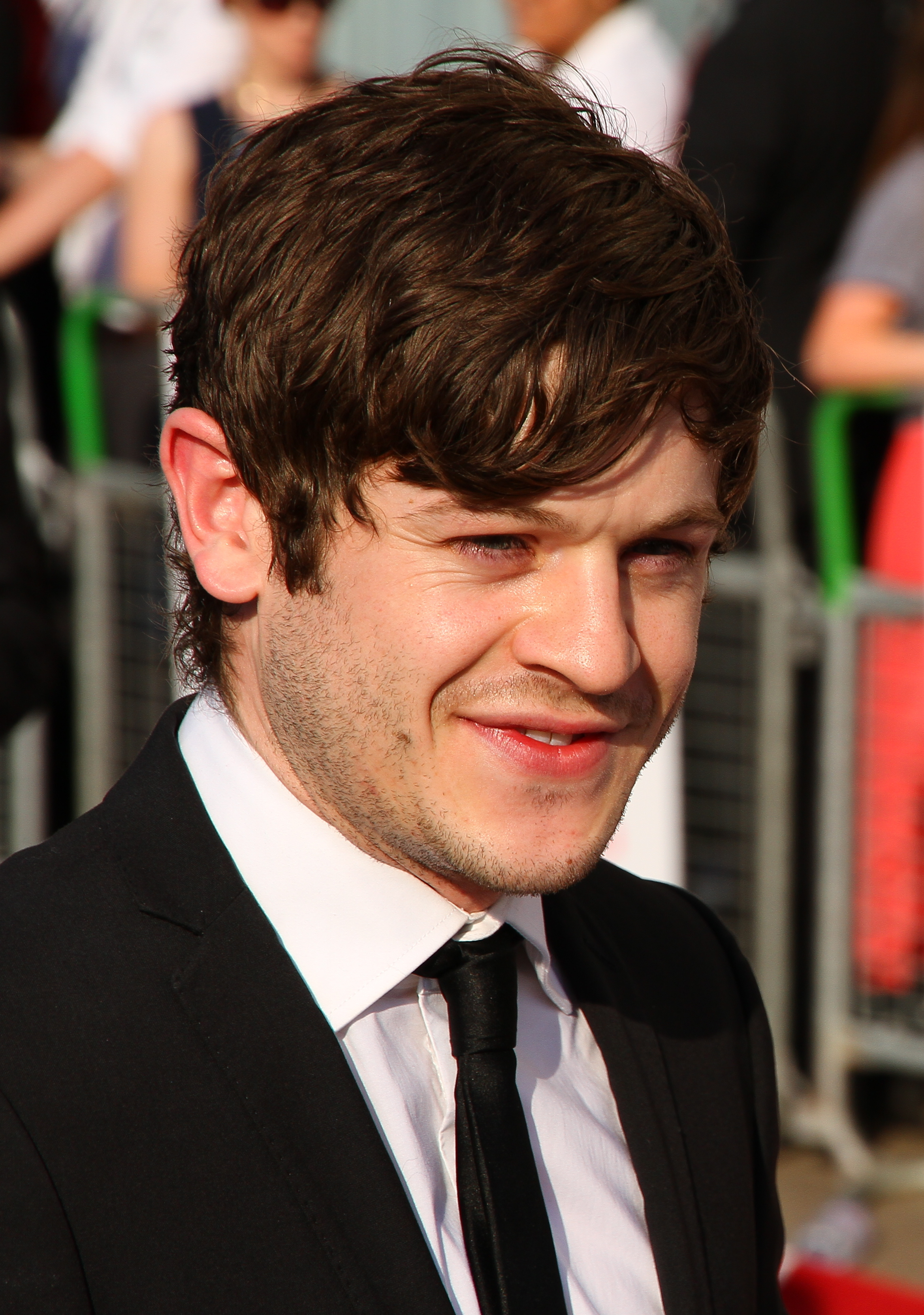
Iwan Rheon interpreta Simon Bellamy
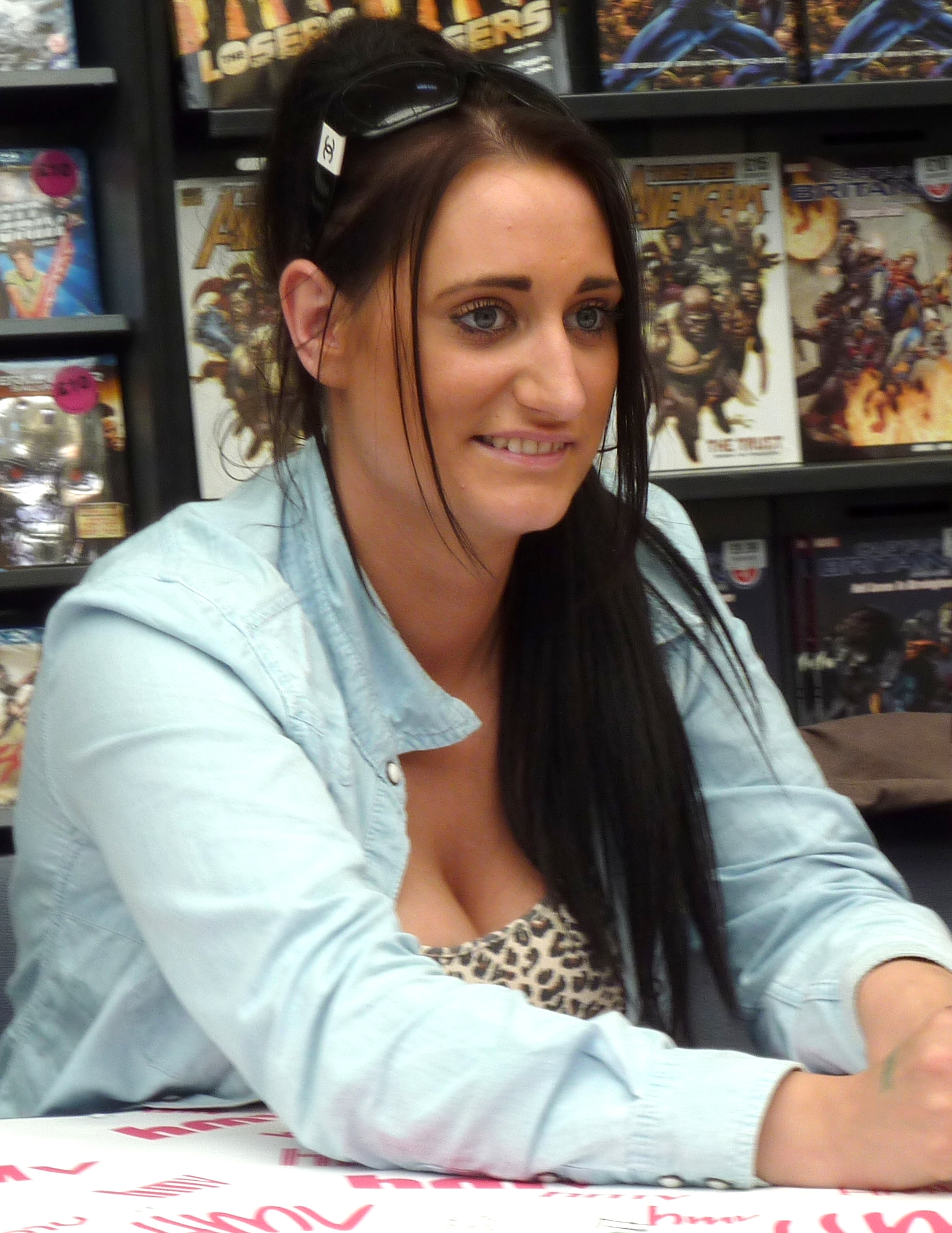
Lauren Socha interpreta Kelly Bailey
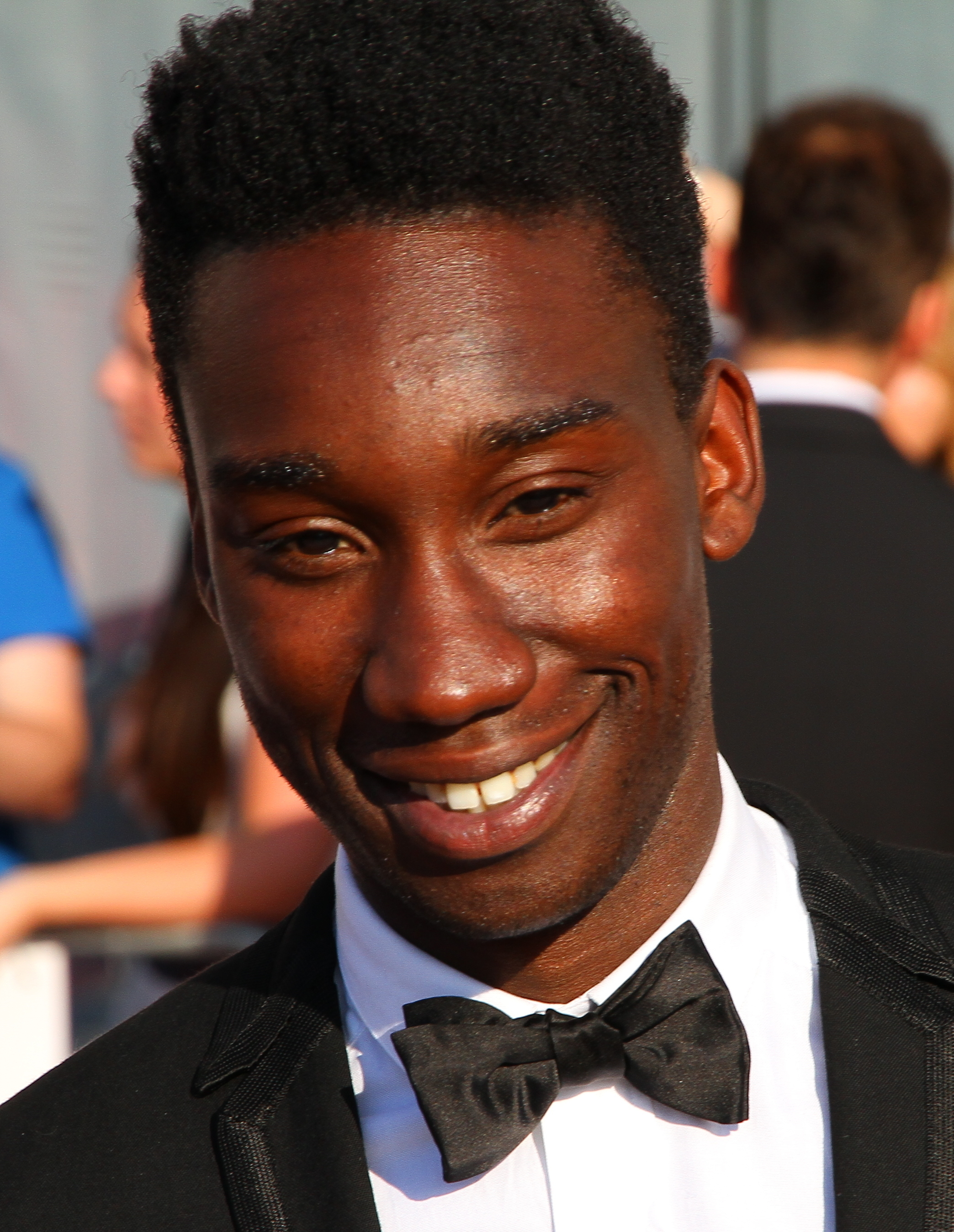
Nathan Stewart-Jarrett interpreta Curtis Donovan
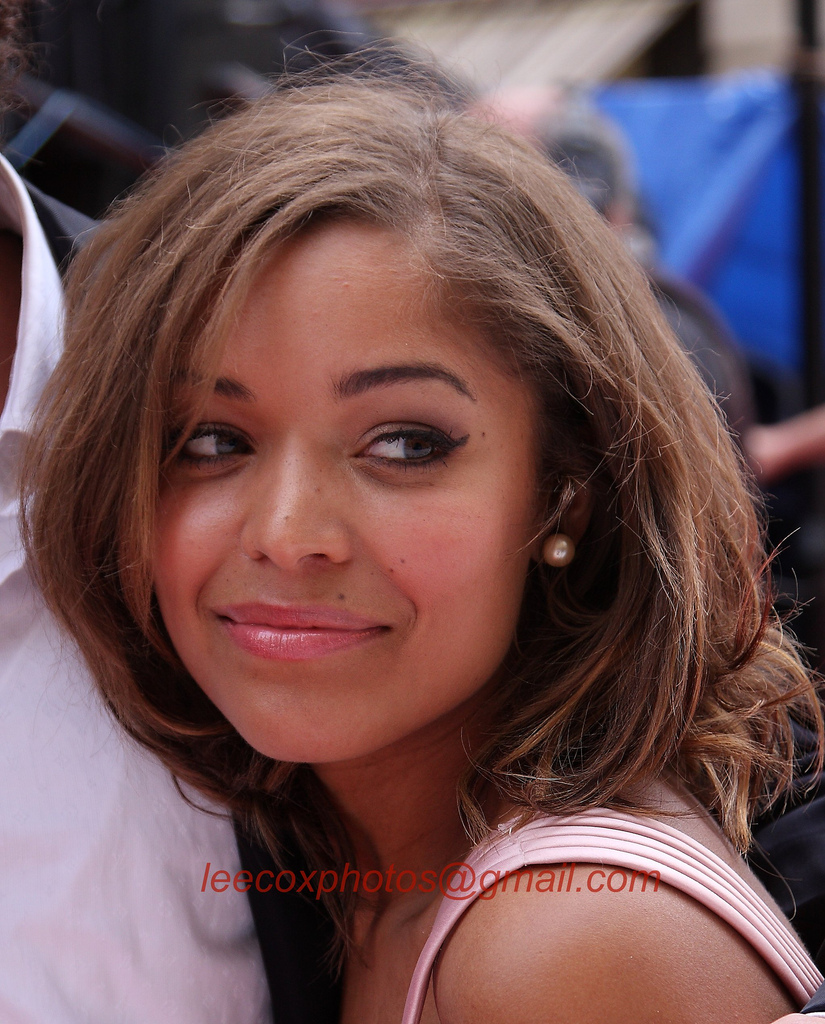
Antonia Thomas interpreta Alisha Daniels
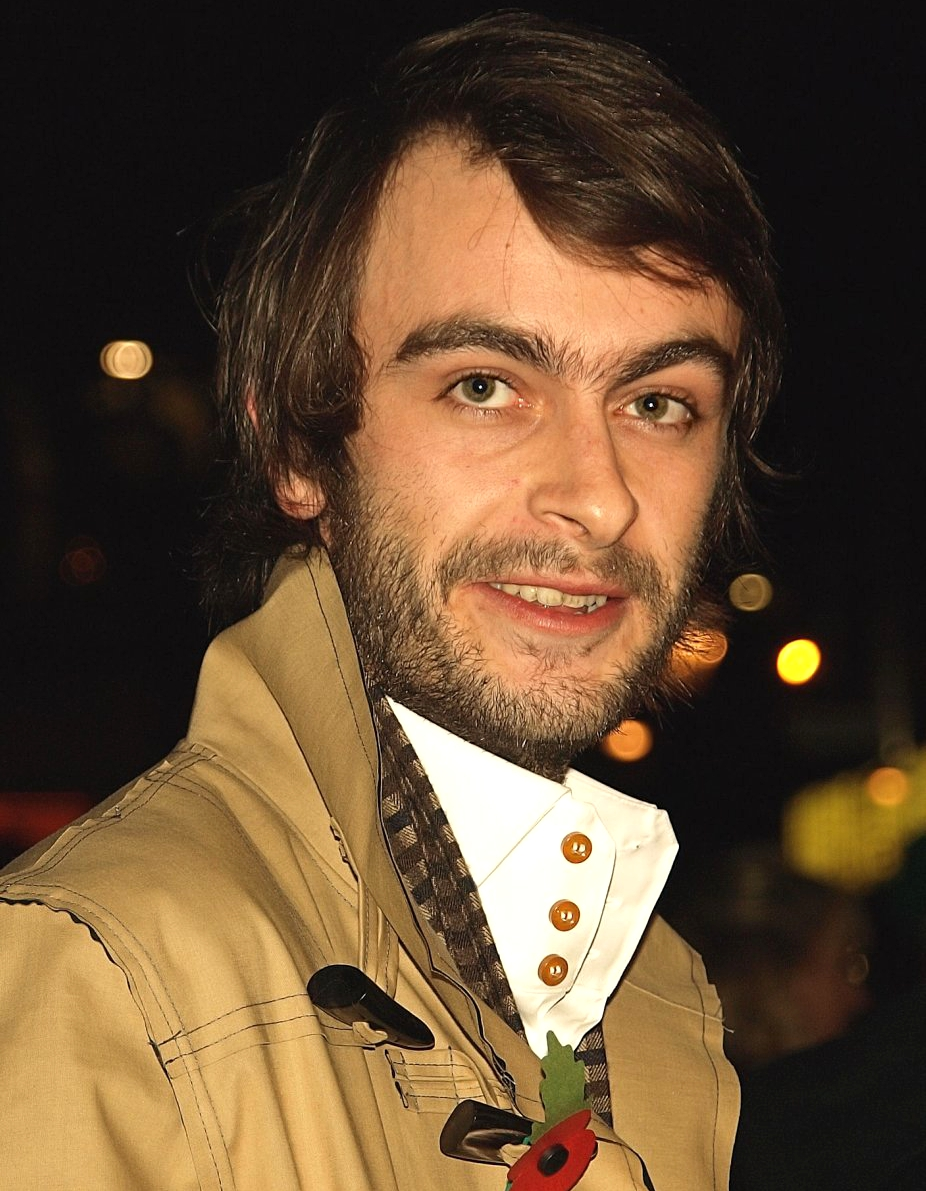
Joseph Gilgun interpreta Rudy Wade

## Colonna sonora
Il brano che costituisce la sigla iniziale è Echoes dei The Rapture, mentre gli altri brani sono di vari artisti contemporanei e non, che spaziano tra pop, rock, elettronica, techno e strumentale da orchestra:
- Adele
- Anna Calvi
- Aphex Twin
- Beastie Boys
- Beetroot
- Benga
- Black Rebel Motorcycle Club
- Black Sabbath
- Blur
- Bon Iver
- C Pennington & Offkey
- Candi Staton
- Chase And Status
- Corinne Bailey Rae
- Damien Rice
- David Ruffin
- DB40
- Dean Martin
- Death In Vegas
- Eartha Kitt
- Echo & The Bunnymen
- Edvard Grieg
- Edwin Starr
- Eels
- Elite Force
- Eumir Deodato
- Evil Nine
- Florence and the Machine
- Foals
- Frederik Olufsen
- Funki Porcini
- Gang of Four
- Gang Starr
- Gene Pitney
- George Michael
- Gipsy Kings
- Hanson
- Hardknox
- Hot Chip
- Howlin' Wolf
- Iron & Wine
- Jack Nitzsche
- James Blunt
- Jeff Beck
- John Langley
- Joy Division
- Julian Casablancas
- Justice
- Kasabian
- Kimbra
- Kinks
- Kitty Daisy And Lewis
- Klaxons
- Kraftwerk
- Krazy Baldhead
- La Roux
- Labi Siffre
- Lady Gaga
- LCD Soundsystem
- Leonard Bernstein
- Lykke Li
- Low
- Mady Mesple
- Maps
- Massive Attack
- Matta
- Metronomy
- The Misfits
- Ms Dynamite
- Neil Diamond
- Nero
- Phil Kieran
- Pink Floyd
- Ramones
- Richard Hawley
- Riton & Primary 1
- Sam and Dave
- Skepta
- Steve Mason
- Taj Mahal
- The Black Keys
- The Cadillacs
- The Chemical Brothers
- The Courteeners
- The Cribs
- The Cure
- The Dead Weather
- The Edwin Hawkins Singers
- The Fratellis
- The Horrors
- The Prodigy
- The Rapture
- The Soft Pack
- The Specials
- The Sweet Inspirations
- The Velvet Underground
- The Wombats
- The xx
- Underworld
- Urge Overkill
- War
- Wolfmother
- Wolf People
- Warpaint
- Zero 7

## Produzione

### Cast
Il cast principale delle prime due stagioni è formato da Robert Sheehan, Iwan Rheon, Lauren Socha, Nathan Stewart-Jarrett e Antonia Thomas.
Durante il Kapow! Festival 2011 venne reso noto che Robert Sheehan avrebbe lasciato la serie prima dell'inizio della terza stagione, scomparendo dal cast. Venne infatti previsto un episodio speciale che andò in onda prima della terza stagione, per spiegare l'uscita di scena del personaggio di Robert Sheehan, Nathan. Dalla terza stagione venne introdotto un nuovo personaggio che avrebbe affiancato il cast classico, di nome Rudy. Per il ruolo venne confermato l'attore Joseph Gilgun, già coprotagonista del film drammatico inglese This Is England e protagonista degli spin-off This Is England '86 e This Is England '88.
Il 18 dicembre 2011, poche ore dopo la messa in onda della puntata finale della terza stagione, Antonia Thomas, che nello show interpreta Alisha Daniels, affermò tramite il proprio account Twitter che non avrebbe preso parte alla quarta stagione, così come Iwan Rheon, interprete di Simon Bellamy.
Il 1º marzo 2012 il sito Bleeding Cool informò i lettori dell'imminente chiusura dei provini per l'ampliamento del cast della quarta stagione, in cui sarebbero stati introdotti tre nuovi personaggi: Jess, Finn e Alex.
Il 2 maggio 2012 l'attrice Lauren Socha, interprete di Kelly Bailey, venne condannata a quattro mesi di prigione e ottanta ore di servizi sociali per aver aggredito, nell'ottobre 2011, un taxista di origini asiatiche con motivazioni a sfondo razziale. Il giorno successivo, il 3 maggio, la produzione di Misfits annuncia che l'attrice non sarà presente nella quarta stagione della serie, affermando tuttavia che la decisione è stata presa in comune accordo, prima della vicenda giudiziaria dell'attrice.

### Riprese

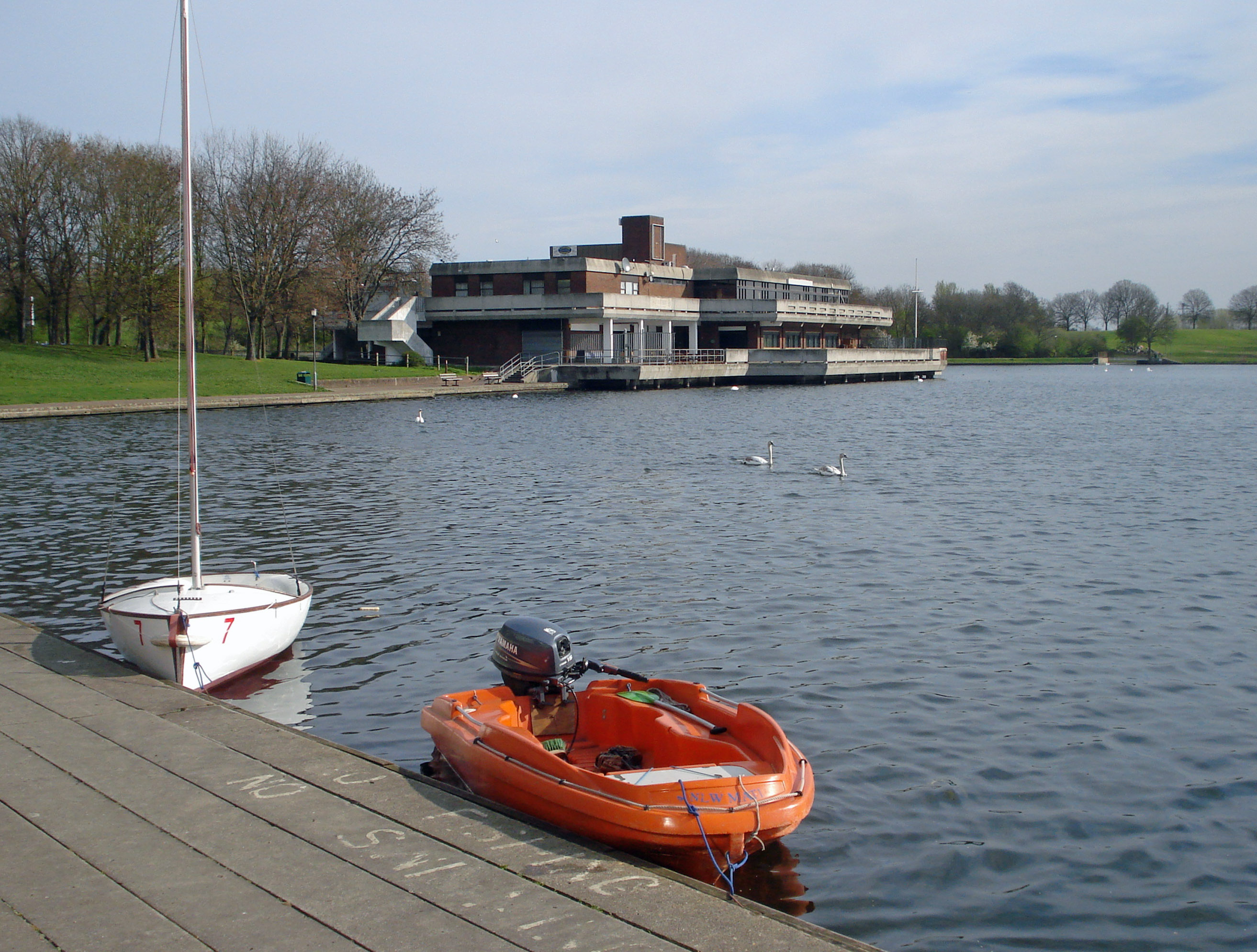
Il centro sociale presso Southmere Lake è usato come location per Misfits.

La serie, ambientata nell'immaginario quartiere di Wertham, è filmata nel quartiere londinese di Thamesmead tra i sobborghi di Greenwich e Bexley. La maggior parte delle riprese, come il tetto del centro dei servizi sociali, sono state effettuate a Southmere Lake. Questa locazione era già stata utilizzata in passato per le riprese all'aperto di Arancia meccanica, di Stanley Kubrick. Le scene al chiuso sono state invece girate nel vecchio campus della Brunel University, nei pressi di Runnymede. La scena del cavalcavia, in cui i ragazzi seppelliscono il sorvegliante, è stata girata nel parco Boston Manor, nel quartiere di Ealing.
Il 24 maggio 2010 sono iniziate le riprese della seconda stagione sempre a Southmere Lake, nel quartiere Thamesmead. Channel 4 ha inoltre richiesto al creatore della serie, Howard Overman, di scrivere un episodio speciale natalizio che comprenda l'intero cast della prima stagione.
Le riprese della terza stagione iniziano nel maggio 2011, sempre nel quartiere Thamesmead,. La produzione inoltre conferma l'estensione della stagione da sei a otto episodi, escludendo eventuali speciali natalizi.
Il 16 dicembre 2011 il sito Digital Spy conferma la produzione di una quarta stagione per il 2012.

### Marketing
La prima stagione è stata accompagnata da una campagna di marketing virale su Internet, prodotta dalla Six to Start. I media coinvolti sono stati i social network come Facebook e Twitter. Tuttora infatti dalle relative pagine dei due siti gli sceneggiatori Sam Liefer e Ben Edwards, sotto la supervisione del creatore Howard Overman e del produttore esecutivo Petra Fried, pubblicano messaggi e aggiornamenti ad ogni puntata, utilizzando il nome dei personaggi. Vennero inoltre distribuiti su YouTube vari video simil-amatoriali dei personaggi e un gioco online basato sulla serie.

## Accoglienza

### Critica
La critica britannica è stata molto positiva. Il Times ha dato alla prima serie quattro stelle su cinque parlandone come «un nuovo connubio tra salata comicità inglese di strada e magici effetti speciali» che dovrebbe «tenere alto l'audience del canale E4».
Una recensione online del Guardian afferma come la serie sia «abbastanza sicura per funzionare in un universo tutto suo creando qualcosa di nuovo» in grado di mostrare «persone vere» e non il classico «stereotipo del ragazzo con comportamento antisociale».
(Tim Dowling, The Guardian)
Il Daily Telegraph ha dedicato una speciale attenzione alla sceneggiatura di Howard Overman, affermando che «scintillava, nell'introdurre quella posse di emarginati sociali come un branco di perdenti totali i cui componenti sono, tuttavia, caratteristici e memorabili».
Anche la critica irlandese è rimasta ben impressionata dallo show. L'Evening Herald ha definito l'episodio pilota come «oscuro, esilarante, eccitante e magnificamente prodotto», affermando inoltre che «la sceneggiatura di Overman, affilata come la lama di un rasoio, sprigiona scintille» e che «una buona parte di merito va anche all'ottima scelta del giovane cast, che è uniformemente superbo».

## Ascolti
La prima stagione, contando solamente il canale E4, raggiunse la media di 707.500 telespettatori per episodio. La seconda stagione arrivò a più del doppio invece, raggiungendo una media di 1.453.000 ascolti, superata di poco dalla terza stagione con circa 1.484.000 ascolti per episodio.

### Premi e riconoscimenti
Sia la serie che l'ideatore Howard Overman vennero nominati per i Royal Television Society Awards nel marzo 2010. La serie vinse il premio BAFTA come miglior serie televisiva drammatica del 2010.

## Remake
Nell'ottobre 2011 lo sceneggiatore statunitense Josh Schwartz, già autore di The O.C., Gossip Girl e Chuck, afferma di stare sviluppando, assieme ad Howard Overman, una versione americana della serie.